# ...Per vivere
...Per vivere è un album discografico del musicista italiano Il Guardiano del Faro (Federico Monti Arduini), pubblicato dalla RCA Italiana nel 1982.

## Tracce
Musiche di Federico Monti Arduini, eccetto dove indicato.
Lato A
1. Il respiro del mare (strumentale) – 3:52
2. Concerto per noi due (strumentale) – 4:30
3. Tra le braccia del vento (strumentale) – 4:21
4. Luna-lu (strumentale) – 3:58
5. L'ultima occasione (strumentale) – 3:01 (musica: Giulio Libano)

Lato B
1. Per vivere (strumentale) – 3:55
2. Tu immenso amore (strumentale) – 2:58
3. Ritorno alla realtà (strumentale) – 4:11
4. Beguine di campagna (strumentale) – 3:14
5. Ma io rimango là (strumentale) – 3:40